# Синдром полной нечувствительности к андрогенам
Синдром полной нечувствительности к андрогенам (СПНкА) — состояние, которое приводит к полной неспособности клеток реагировать на андрогены. Поэтому нечувствительность к андрогенам является клинически значимой, только когда она встречается у генетических мужчин (то есть у людей с Y-хромосомой или, более конкретно, с геном SRY). Невосприимчивость клеток к наличию андрогенных гормонов предотвращает маскулинизацию мужских половых органов у развивающегося плода, а также развитие вторичных половых признаков у мужчин в период полового созревания, но позволяет без значительных нарушений развитие женских половых органов и половое развитие у генетических мужчин с СПНкА.
Все зародыши человека, будь то генетические мужчины или женщины, начинают своё развитие выглядя одинаково, с наличием как мюллерых протоков, так и протоков Вольфа. На седьмой неделе беременности начинается дифференциация пола. Мужские зародыши в норме начинают маскулинизироваться: развивается система протоков Вольфа, а система мюллеровых протоков регрессирует (обратное происходит в норме с женщинами). Этот процесс запускается андрогенами, продуцируемыми гонадами, которые у генетических женщин ранее становились яичниками, а у генетических мужчин — яичками из-за присутствия Y-хромосомы. Затем клетки генетических мужчин без СПНкА маскулинизируются, среди прочего, путем увеличения полового бугорка до полового члена (который у женщин становится клитором) и мошонки, куда впоследствии опускаются яички (у женщин же развиваются половые губы).
Генетически мужчины с СПНкА, однако, развиваются фенотипически в женщин, несмотря на присутствие Y-хромосомы, но у них будет отсутствовать матка и полость влагалища будут неглубокой. Гонады же, превратившиеся в яички, а не в яичники в более раннем отдельном процессе, также вызванном наличием Y-хромосомы, останутся неопущенными в том месте, где были бы яичники. Это приводит не только к бесплодию такого человека, а также увеличивает риск рака яичка на более поздних этапах жизни.
СПНкА является одной из трех категорий синдрома нечувствительности к андрогенам (СНкА), поскольку СНкА дифференцируется в зависимости от степени маскулинизации половых органов: синдром полной нечувствительности к андрогенам (когда наружные гениталии имеют женский фенотип); синдром лёгкой нечувствительности к андрогенам (когда наружные гениталии имеют мужской фенотип) и синдром частичной нечувствительности к андрогенам (когда наружные гениталии частично, но не полностью, маскулинизированы). Синдром нечувствительности к андрогенам это наиболее частая причина гениталий неопределенного типа у людей с кариотипом 46.XY.

## Симптомы

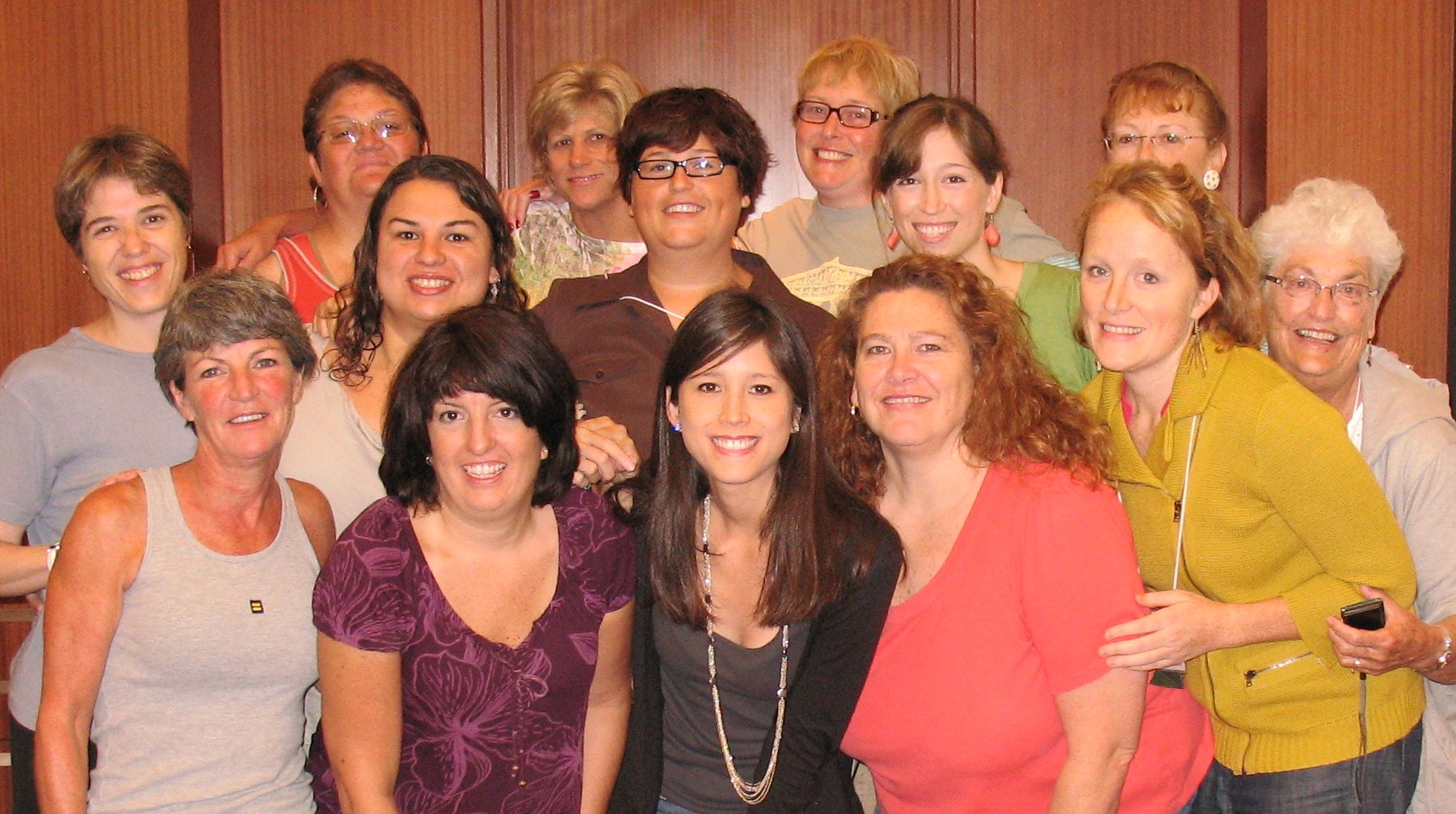
Женщины с нечувствительностью к андрогенам и схожими состояниями.

Люди с СПНкА (6 и 7 классы по шкале Куигли) рождаются фенотипически женщинами, без каких-либо признаков маскулинизации гениталий, несмотря на наличие кариотипа 46, XY. Симптомы СПНкА появляются только в период полового созревания, который может быть слегка задержан, но в остальном он нормальный, за исключением отсутствующих менструаций и уменьшенных или отсутствующих вторичных концевых волосков. Подмышечные волосы не развиваются в трети всех случаев. Наружные половые органы в норме, хотя половые губы и клитор иногда недоразвиты. Глубина влагалища варьируется в широких пределах, но обычно она меньше, чем у женщин без СПНкА. В одном исследовании из восьми женщин с СПНкА средняя глубина влагалища составила 5,9 см (против 11,1 ± 1,0 см для незатронутых синдромом женщин). В некоторых редких случаях влагалище, как сообщалось, было апластичным (напоминающим «ямочку»), хотя точная частота этого неизвестна.
Гонады у людей с СПНкА представляют собой яички. На эмбриональной стадии развития яички образуются в андроген-независимом процессе, который происходит из-за влияния гена SRY на Y-хромосому. Они могут быть расположены внутри тела, на внутреннем паховом кольце, или могут опуститься в качестве грыжи в большие половые губы, часто приводя к обнаружению этого состояния. Было обнаружено, что яички у пораженных женщин атрофичны. Тестостерон, вырабатываемый яичками, не может быть использован напрямую из-за андрогенного рецептора, носящего мутацию; вместо этого он превращается в эстроген, который феминизирует организм, что приводит к формированию женского фенотипа, что и наблюдается при СПНкА.
Сперматозоиды в яичках не созревают, так как для завершения сперматогенеза необходима чувствительность к андрогенам. Риск развития злокачественных новообразований, который когда-то считался относительно высоким, сейчас считается примерно 2 %. Вольфовы структуры (эпидидимиды, семявыносящее отверстие и семенные пузырьки) обычно отсутствуют, но примерно в 30 % случаев развиты, по крайней мере, частично, в зависимости от того, какая мутация вызывает СПНкА. Простата, как и внешние мужские гениталии, не может мускулинизироваться в отсутствие функции андрогеновых рецепторов и, таким образом, остается в женской форме.
Мюллеровы структуры (фаллопиевы трубы, матка и верхняя часть влагалища) обычно регрессирует из-за действия антимюллерового гормона, секретируемого клетками Сертоли в яичках. Таким образом, эти женщины рождаются без маточных труб, матки, шейки матки, а влагалище рудиментарно. Эта регрессия не завершается полностью примерно в одной трети всех случаев, что приводит к наличию мюллеровых «остатков». Хотя это и редкость, было зарегистрировано несколько случаев женщин с СПНкА и полностью развитыми мюллеровыми структурами. В одном описанном случае было обнаружено, что у 22-летней пациентки с СПНкА нормальная шейка матки, матка и маточные трубы. В несвязанном случае у другой 22-летней взрослой пациентки с СПНкА была обнаружена полностью развитая матка.
Другие различия, о которых сообщалось, включают немного более длинные конечности и более крупные руки и ноги из-за пропорционально более высокого роста, чем у незатронутых женщин, более крупные зубы, минимальные угри или отсутствие угрей, хорошо развитая грудь, и более высокая частота дисфункции мейбомиевых желез (то есть синдромы сухого глаза и чувствительность к свету).

### Сопутствующее заболевание
Все формы нечувствительности к андрогенам, включая СПНкА, связаны с бесплодием, хотя были зарегистрированы исключения для частичной и легкой форм нечувствительности.
СПНкА связан со снижением минеральной плотности костей. Есть предположения, что снижение минеральной плотности костей, наблюдаемое у женщин с СПНкА, связано со сроками проведения гонадэктомии и недостаточным приемом эстрогена. Тем не менее, недавние исследования показывают, что минеральная плотность костной ткани одинакова независимо от того, происходит ли гонадэктомия до или после полового созревания, и уменьшается, несмотря на прием эстрогена, что приводит некоторых к гипотезе о том, что дефицит напрямую связан с ролью андрогенов в минерализации костей.
СПНкА также ассоциируется с повышенным риском развития опухолей гонад в зрелом возрасте, если гонадэктомия не проводилась. Риск злокачественных опухолей зародышевых клеток у женщин с СПНкА увеличивается с возрастом и оценивается в 3,6 % в 25 лет и 33 % в 50 лет. Считается, что частота возникновения опухолей гонад в детском возрасте относительно низкая; Недавний обзор медицинской литературы показал, что за последние 100 лет в ассоциации с СПНкА сообщалось только о трех случаях злокачественных опухолей зародышевых клеток у препубертатных девочек. Некоторые оценивают частоту возникновения злокачественных опухолей зародышевых клеток до 0,8 % до наступления половой зрелости.
Гипоплазия влагалища, относительно частое обнаружение при СПНкА и некоторых формах СЧНкА, связана с сексуальными трудностями, включая трудности с проникновением и диспареунию.
По крайней мере, одно исследование показывает, что люди с интерсекс-состоянием могут быть более склонны к психологическим трудностям, по крайней мере, частично из-за родительских установок и поведения, и приходит к выводу, что профилактическое долгосрочное психологическое консультирование для родителей, а также для пострадавших людей следует начинать во время диагностики.
Считается, что продолжительность жизни не зависит от СНкА.

## Диагностика

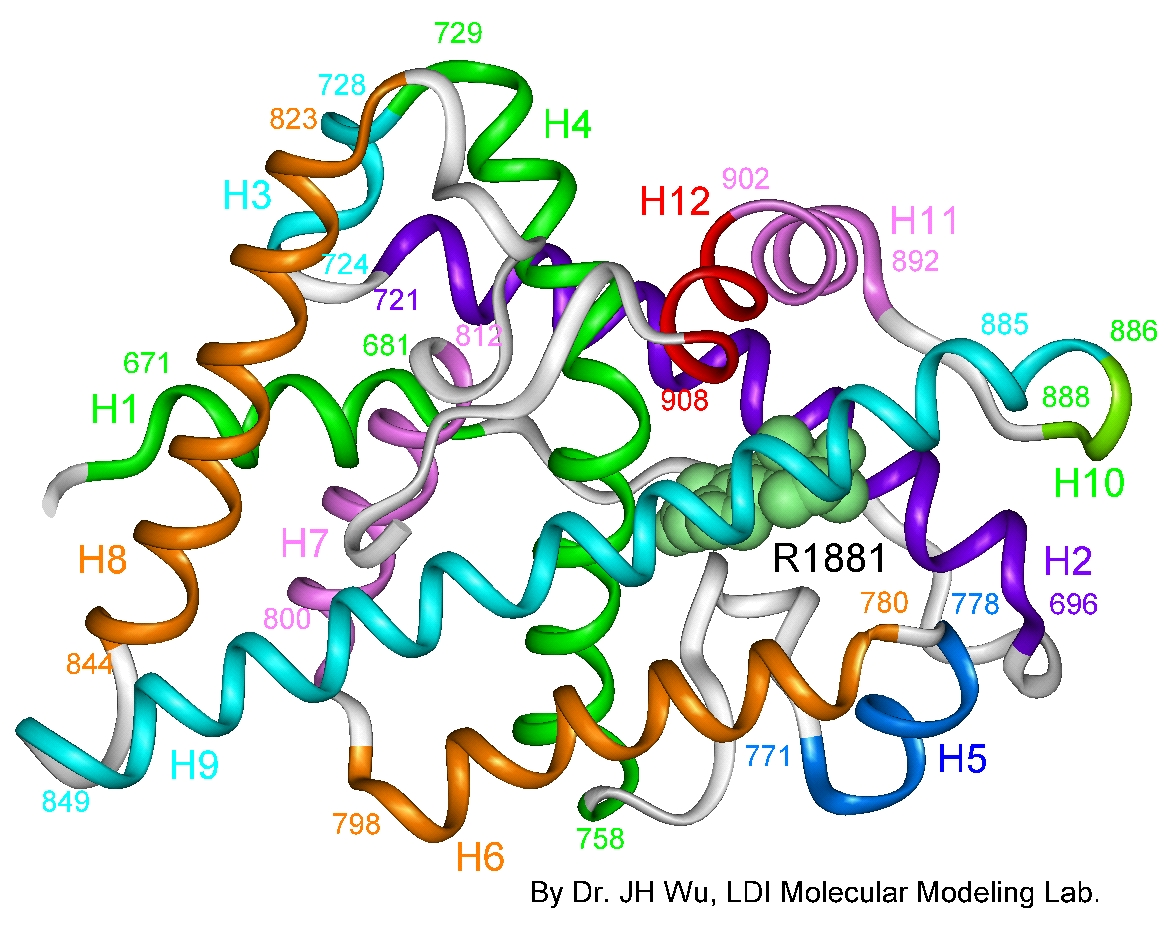
3-D модель человеческого рецепторного белка андрогена.

СПНкА может быть диагностирован только у женщин с типичным женским фенотипом. Обычно состояние не подозревается, до подросткового возраста, когда не начинаются менструации или выявляется паховая грыжа во время предменархе. У 1-2 % препубертатных девочек, страдающих паховой грыжей, также будет СПНкА.
СПНкА, как и синдром Свайера может быть поставлен внутриутробно путем сравнения кариотипа, полученного при амниоцентезе, с наружными гениталиями плода во время пренатального УЗИ. Многие дети с СПНкА не испытывают нормального, спонтанного неонатального всплеска тестостерона, факт, который можно использовать для диагностики с помощью базовых измерений лютеинизирующего гормона и тестостерона.
Основными дифференциальными диагнозами для СПНкА являются синдром Свайера и синдром Майера — Рокитанского — Кустера — Хаузера (МРКХ). И СПНкА и синдром Свайера связаны с кариотипом 46,XY, тогда как при МРКХ кариотип — 46,XX; Таким образом, МРКХ можно исключить, проверив наличие Y-хромосомы. Синдром Свайера отличается плохим развитием груди и более низким ростом. Диагноз СПНкА подтверждается, когда секвенирование гена андрогенного рецептора (АР) обнаруживает мутацию, хотя до 5 % людей с СПНкА не имеют мутации AR.
Вплоть до 1990-х годов диагноз СПНкА часто скрывался от человека и/или семьи. В настоящее время принято раскрывать генотип на момент постановки диагноза, особенно когда пораженная девушка по крайней мере подросткового возраста. Если пострадавшим является ребенок или младенец, то, как правило, родители, часто совместно с психологом, должны решить, когда следует раскрыть диагноз.

## Лечение
Лечение СНкА в настоящее время ограничивается симптоматическим лечением. Методы для исправления неправильного белка рецептора андрогена, который является результатом мутации гена АР, в настоящее время недоступны. Области лечения включают выбор пола, генитопластику, гонадэктомию в связи с риском опухоли, заместительную гормональную терапию и генетическое и психологическое консультирование. По-прежнему часто проводятся несогласованные с пациентом хирургические вмешательства, однако увеличивается количество свидетельств появления психологических травм от таких действий.

### Выбор пола и сексуальность
Большинство людей с СПНкА воспитываются как женщины. Они рождаются фенотипически женскими и обычно имеют гетеросексуальную женскую гендерную идентичность. Однако, по крайней мере, в двух тематических исследованиях сообщалось о мужской гендерной идентичности у лиц с СПНкА.

### Бужирование

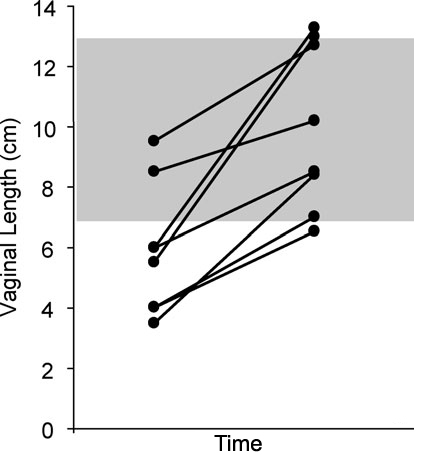
Длина влагалища у 8 женщин с СПНкА до и после дилатационной терапии. Нормальный эталонный диапазон (заштрихованный) получен у 20 женщин из контрольной группы. Продолжительность и степень терапии варьировались; среднее время до завершения лечения составляло 5,2 месяца, а среднее число 30-минутных дилатаций в неделю — 5.

Большинство случаев вагинальной гипоплазии, связанной с СПНкА, можно исправить с помощью нехирургических методов. Эластичная природа влагалищной ткани, о чем свидетельствует ее способность приспосабливаться к разнице в размерах между тампоном, пенисом и головой ребенка, делает возможным бужирование даже в тех случаях, когда глубина влагалища крайне мала. Считается, что соблюдение режима лечения имеет решающее значение для достижения удовлетворительных результатов. Бужирование также может быть достигнуто с помощью процедуры Веккиетти, которая растягивает ткани влагалища в функциональное влагалище, используя тяговое устройство, которое прикреплено к брюшной стенке, субперитонеальные швы и болванку, которая помещается в ямку влагалища. Растяжение влагалища происходит за счет увеличения натяжения швов, которое выполняется ежедневно. Неоперативный метод бужирования в настоящее время рекомендуется в качестве предпочтительного метода, поскольку он неинвазивен и обычно успешен. Расширение влагалища не следует проводить до наступления половой зрелости.

### Гонадэктомия
Хотя часто рекомендуется, чтобы женщины с СПНкА в конечном итоге проходили гонадэктомию для снижения риска развития рака, существуют разные мнения относительно необходимости и сроков проведения гонадэктомии. Риск злокачественных опухолей зародышевых клеток у женщин с СПНкА увеличивается с возрастом и оценивается в 3,6 % в 25 лет и 33 % в 50 лет. Однако за последние 100 лет было зарегистрировано только три случая злокачественных опухолей зародышевых клеток у препубертатных девочек с СПНкА. Самой младшей из этих девушек было 14 лет. Если гонадэктомия проводится на ранней стадии, то половое созревание должно быть искусственно индуцировано с использованием постепенно увеличивающихся доз эстрогена. Если гонадэктомия выполнена поздно, то половое созревание наступит само по себе из-за ароматизации тестостерона в эстроген. По крайней мере, одна организация, Австралийская педиатрическая эндокринная группа, классифицирует риск рака, связанный с СПНкА, как достаточно низкий, чтобы рекомендовать его против гонадэктомии, хотя и предупреждает, что риск рака все еще выше, чем у населения в целом, и что постоянный мониторинг рака является существенным. Некоторые советуют выполнять гонадэктомию, когда присутствует паховая грыжа. Заместительная терапия эстрогенами имеет решающее значение для минимизации дефицита минеральной плотности костей в более позднем возрасте.

### Заместительная гормональная терапия
Некоторые предположили, что супрафизиологические уровни эстрогена могут снижать пониженную минеральную плотность кости, связанную с СПНкА. Опубликованные данные позволяют предположить, что у женщин, которые не соблюдали заместительную терапию эстрогенами или у которых была потеря эстрогена, произошла более значительная потеря минеральной плотности кости. Заместительная терапия прогестином редко производится из-за отсутствия матки. Сообщалось, что замена андрогенов повышает чувство благополучия у женщин с гонадэктомией с СПНкА, хотя механизм, с помощью которого достигается это преимущество, не совсем понятен.

### Психологическая помощь
Уже не принято скрывать диагноз СПНкА от больного человека или его семьи. Родители детей с СПНкА нуждаются в значительной поддержке в планировании и реализации раскрытия информации о своем ребенке после установления диагноза. Для родителей с маленькими детьми раскрытие информации — это непрерывный совместный процесс, требующий индивидуального подхода, который развивается в соответствии с когнитивным и психологическим развитием ребенка. Во всех случаях рекомендуется помощь психолога, имеющего опыт в этой области.

### Неовагинальная реконструкция
Было разработано множество методов для создания неовагины, поскольку ни одна из них не является идеальной. Хирургическое вмешательство следует рассматривать только после того, как нехирургические методы не дали удовлетворительного результата. Неовагинопластика может быть выполнена с использованием кожных трансплантатов, сегмента кишечника, подвздошной кишки, брюшины, слизистой оболочки щеки, амниона или твердой мозговой оболочки. Успех таких методов должен определяться сексуальной функцией, а не только длиной влагалища, как это было в прошлом. Сегменты подвздошной или слепой кишки могут быть проблематичными из-за более короткой брыжейки, которая может вызвать напряжение в неовагинах, что приводит к стенозу. Сигмовидная неовагина считается самосмазывающейся, без избыточного выделения слизи, связанного с сегментами тонкой кишки. Вагинопластика может привести к образованию рубцов во влагалищном отверстие, что требует дополнительной операции для исправления. Бужирование влагалища необходимо в послеоперационном периоде для предотвращения образования рубцов. Другие осложнения включают травмы мочевого пузыря и кишечника. Ежегодные экзамены необходимы, так как неовагинопластика несет в себе риск карциномы, хотя рак неовагины встречается редко. До полового созревания не следует проводить ни неовагинопластику, ни бужирование.

## Прогноз
Проблемы, с которыми сталкиваются люди с СПНкА включают в себя: психологические проблемы из-за обнаружения синдрома, трудности с сексуальной жизнью, бесплодие. Долгосрочные исследования показывают, что при надлежащем медицинском и психологическом лечении женщины с СПНкА могут быть удовлетворены своей сексуальной жизнью. Женщины СПНкА могут вести активный образ жизни и ожидать нормальной продолжительности жизни.

## История
Первый случай СПНкА был описан в 1817 году.

## Терминология
Исторически, СПНкА упоминается в литературе под рядом других названий, включая «тестикулярная феминизация» (не рекомендуется) и «синдром Морриса».

## Известные люди
- Ханна Габи Одиль — бельгийская модель и активистка за права интерсекс-людей[73]
- Китти Андерсон — исландская интерсекс-активистка
- Джорджиан Дэвис — доцент кафедры социологии в Университете штата Невада[74], Лас-Вегас и автор книги «Contesting Intersex: The Dubious Diagnosis»[75]
- Эмили Куинн (англ. Emily Quinn) — интерсекс-активистка[76]
- Сара Грэм — интерсекс-активистка.